# 阿古安克特里克
阿古安克特里克（西班牙語：Aguanqueterique），是洪都拉斯的城鎮，位於該國西南部，由拉巴斯省負責管轄，始建於1791年，面積187平方公里，海拔高度393米，2001年人口4,643，人口密度每平方公里24.83人。
13°57′N 87°40′W / 13.950°N 87.667°W